# マンガナイト
マンガナイトは、マンガを介したコミュニケーションを生み出すことを目的とした日本のユニット。

## 概要
山内康裕が2009年に結成。「マンガを介したコミュニケーションを生み出す」という目的のもと、有志のメンバーが各種イベントやワークショップの企画・開催、マンガのレビューやイベントレポートなどの記事執筆、書店などに向けたマンガの選書、プロダクトデザインなどの活動を行っている。
2011年には、震災支援事業として被災地にマンガを送るプロジェクト「マンガ直行便」を実施。
2018年10月、“マンガ専門書店×カフェ&BAR×ギャラリー”の複合店舗「マンガナイトBOOKS」をオープン。